# Бюхен
Бюхен (нім. Büchen) — громада в Німеччині, розташована в землі Шлезвіг-Гольштейн. Входить до складу району Герцогство Лауенбург. Центр об'єднання громад Бюхен.
Площа — 16,85 км2. Населення становить 6319 ос. (станом на 31 грудня 2020).